# STS-69
La STS-69 è una missione spaziale del Programma Space Shuttle.

## Equipaggio
- David M. Walker (4) - Comandante
- Kenneth Cockrell (2) - Pilota
- James S. Voss (3) - Specialista di missione
- James H. Newman (2) - Specialista di missione
- Michael L. Gernhardt (1) - Specialista di missione

Tra parentesi il numero di voli spaziali completati da ogni membro dell'equipaggio, inclusa questa missione.

## Parametri della missione
- Massa: 11.499 kg Carico utile
- Perigeo: 321 km
- Apogeo: 321 km
- Inclinazione orbitale: 28.5°
- Periodo: 1 ora, 31 minuti, 24 secondi

### Passeggiate spaziali
- Voss e Gernhardt  - EVA 1
- Inizio EVA 1: settembre 16, 1995 - 08:20 UTC
- Fine EVA 1: settembre 16, - 15:06 UTC
- Durata: 6 ore, 46 minuti